# Зграда НИС-а
Зграда НИС-а (раније Зграда Нафтагаса) налази се у Новом Саду и седиште је Нафтне индустрије Србије.
Градња зграде је почела 1989. године, по пројекту Александра Кековића, З. Жупањевца и И. Пантића, затим је стала за време инфлације у СР Југославији почетком 90их, да би коначно била завршена 1998. године. Ова зграда је једна је од познатијих и модернијих грађевина у Новом Саду. Налази се у градској четврти Лиман 3, поред Лиманског парка, на Булевару ослобођења у непосредној близини Моста слободе.
Новосађани су некада зграду звали Карингтонка по популарној серији Династија.

Архитекта Александар Кековић је за сајт podkastrinacija.net рекао да је објекат значајно измењен и никада није до краја завршен:
„Та метафора је у ствари капија, и она би са тим крилима требало да асоцира на отворена врата. Док сам ловио идеју, размишљао сам – шта ја имам? Имам мост, имам Дунав, имам све елементе града. Да би ушао у средњовековни град, треба ти мост, јер си прелазио преко канала. Ово је сад све у једној мегамери града. Али ја имам елементе и то ме охрабрује да идем даље. Па онда кажем, овде имам мост, овде имам канал са водом, шта још фали? Капија. И ја сам то и у опису на конкурсу дао”, присећа се Кековић и наводи да ју је назвао Иштар, попут капије која је красила антички Вавилон.